# Vesna Rožič
Vesna Rožič (* 23. März 1987 in Ljubljana; † 23. August 2013 in Burghausen, Bayern, Deutschland) war eine slowenische Schachspielerin. Sie gewann 2007 und 2010 die slowenische Einzelmeisterschaft der Frauen in Ljubljana.

## Leben
Vesna Rožič studierte Medizin und starb 26-jährig in ihrem letzten Studienjahr an metastasiertem Krebs des Bauchfells.

## Erfolge
Sie nahm für die slowenische Nationalmannschaft von 2001 bis 2004 an vier U18-Europameisterschaften der weiblichen Jugend teil: 2001 und 2002 hinter Ana Srebrnič am zweiten Brett sowie 2003 und 2004 am Spitzenbrett. Für die slowenische Frauennationalmannschaft spielte sie bei sechs Mitropa-Cups (2005, 2006, 2007, 2009, 2010 und 2012), wobei Slowenien 2005 und 2006 den Mitropa-Cup gewinnen konnte und 2007, 2009, 2010 und 2012 den zweiten Platz belegte; Vesna Rožič erhielt dazu 2006 in Brünn eine individuelle Goldmedaille für ihr Ergebnis von 6 aus 9 am ersten Brett. Des Weiteren spielte sie für die slowenische Frauenauswahl bei je vier Mannschaftseuropameisterschaften (2005, 2007, 2009 und 2011) und Schacholympiaden (2002, 2008, 2010 und 2012).
Vereinsschach spielte sie in Slowenien für die ŠS Tomo Zupan Kranj (ŠS = Schachschule). In der kroatischen Frauenliga spielte sie für die Mannschaft aus Zrinski Topolovac, auch in der höchsten griechischen Liga spielte sie. In Österreich spielte sie in der Kärntner Liga für den SK Feistritz Paternion aus Paternion-Feistritz an der Drau.
Seit April 2006 trug sie den Titel Internationaler Meister der Frauen (WIM). Die Normen hierfür erzielte sie beim 14. Ljubljana Open im Juni 2003, bei der Team-Europameisterschaft der Frauen 2005 in Göteborg sowie bei der U18-Europameisterschaft der weiblichen Jugend 2005 in Herceg Novi, bei der sie unter anderem Anna Rudolf und Laura Rogule besiegte und punktgleich hinter der Bronzemedaillengewinnerin Baira Kowanowa Vierte wurde.
Ihre letzte Elo-Zahl betrug 2260 im August 2013. Sie lag damit hinter Anna Musytschuk auf dem zweiten Platz der slowenischen Elo-Rangliste der Frauen.